# 印西市立小林小学校
印西市立小林小学校（いんざいしりつ こばやししょうがっこう）は、千葉県印西市小林にある公立小学校。

## 概要
利根の流れを望むひこち山に建つ本校は、緑に囲まれた豊かな自然と、設立135年の歴史のある学校である。

## 沿革
- 1874年（明治7年）7月15日 - 光明寺を校舎にあて、第1大学区第25中学区15小林小学校と称し開校する。
- 1875年（明治18年）3月 - 木下小学校の分校となり、初等・中等の小学校をおく。
- 1889年（明治22年）12月23日 - 印旛郡木下町小林区1～2番地字境田に新校舎落成。
- 1892年（明治25年）9月 - 独立の小林尋常小学校となる。
- 1907年（明治40年）4月 - 再び木下小学校の分校となる。
- 1951年（昭和29年）4月1日 - 木下小学校より独立して、木下町立小林小学校となる。
- 1954年（昭和29年）12月1日 - 町名変更により、印旛郡印西町立小林小学校と改称。
- 1991年（平成3年）4月5日 - 本校より小林北小学校が分離し開校。
- 1996年（平成8年）4月1日 - 市制施行により印西市立小林小学校と改称。

## 学区
印西市小林浅間一丁目、小林浅間二丁目、小林大門下一丁目、小林大門下二丁目及び小林大門下三丁目の全部の区域並びに小林及び平岡の各一部の区域。

## 進学
- 印西市立小林中学校